# Panorama 2000
Panorama 2000 was een eenmalig kunstevenement in de stad Utrecht.

## Expositie in de stad
Het evenement duurde van 5 juni tot en met 3 oktober 1999, en werd op initiatief van (destijds) directeur Sjarel Ex van het Centraal Museum Utrecht georganiseerd ter ere van het nieuwe millennium.
Bezoekers werden met een tijdelijke lift langs de zijkant van de Domtoren omhoog gebracht tot de tweede trans (±95m), van waaruit een zicht werd geboden op door 20 verschillende kunstenaars door de stad verspreide kunstwerken. Na afloop zijn de meeste kunstwerken weer verwijderd, met uitzondering van de nog steeds aanwezige UFO op het dak van De Inktpot, gemaakt door Marc Ruygrok.
Over het kunstproject werd een documentaire gemaakt, getiteld "Dakdromen", die is uitgezonden bij de VPRO in de serie Het Uur van de Wolf.

## Galerij

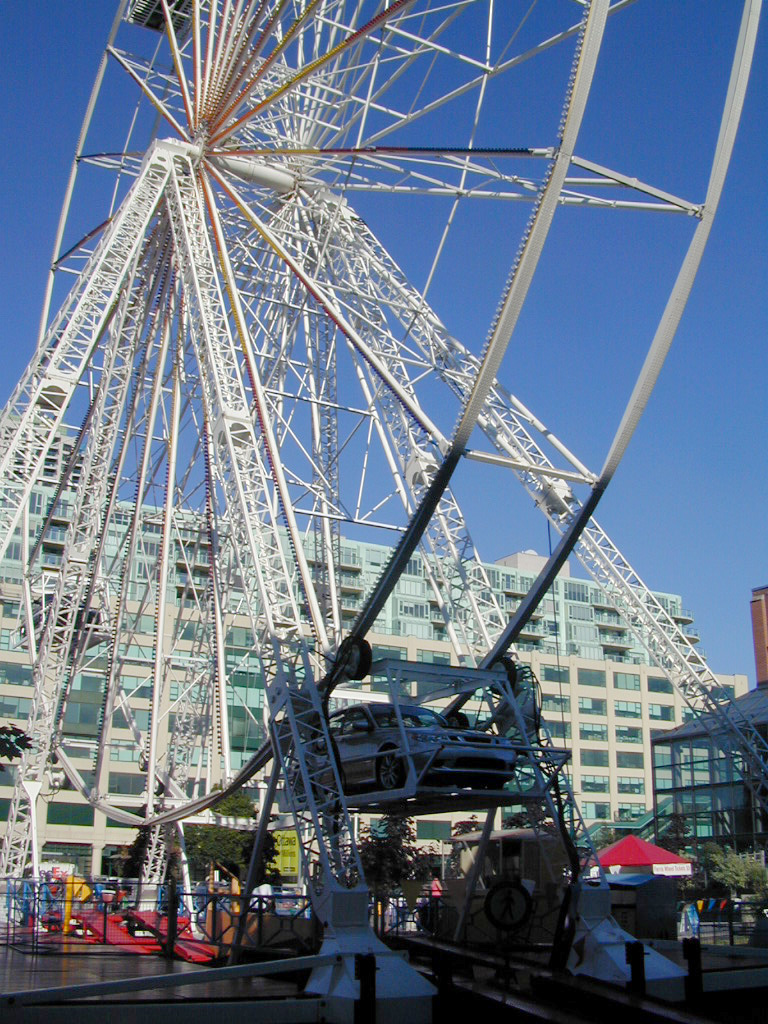
Mobile Fun van John Körmeling
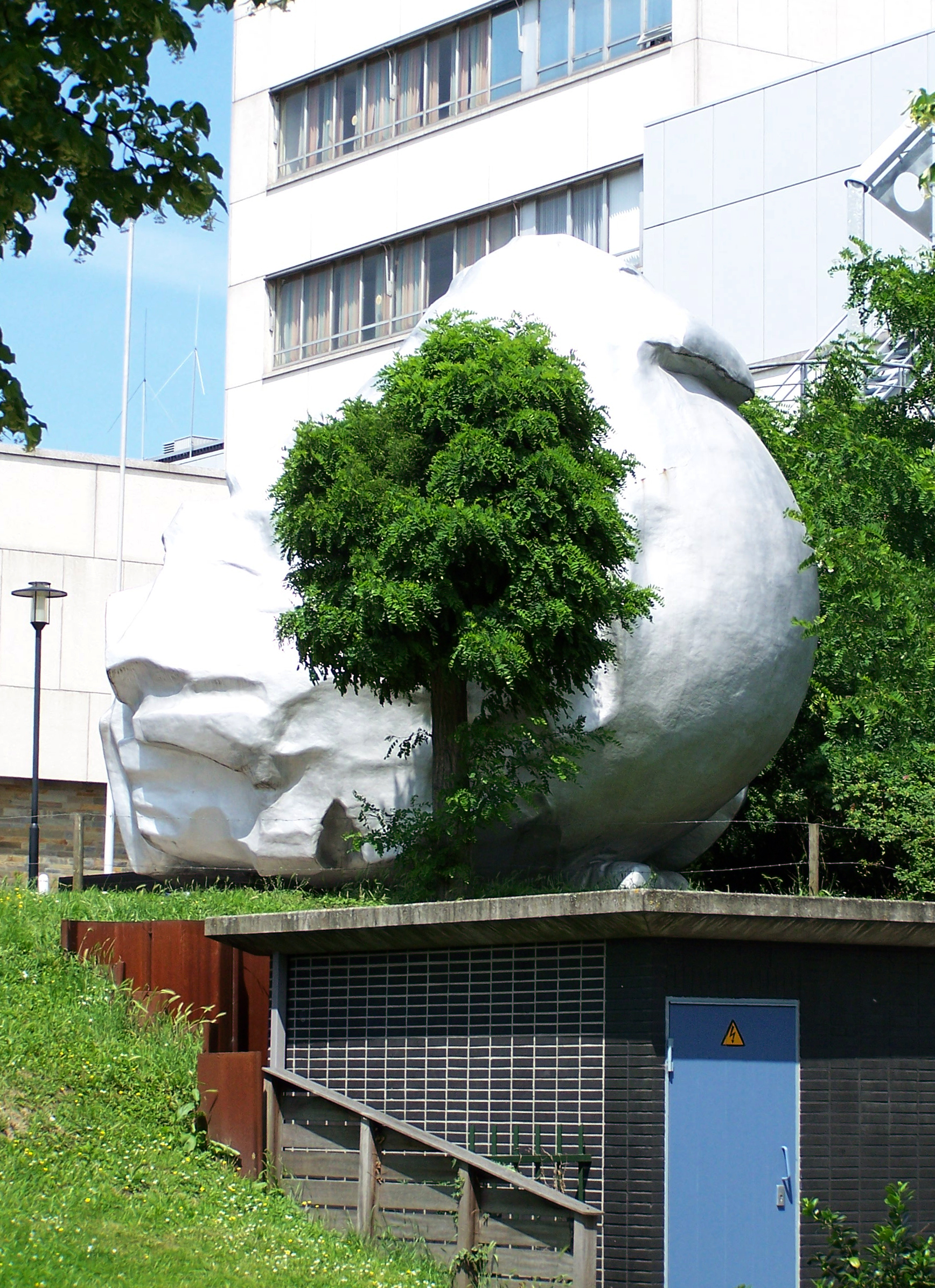
Mus van Tom Claassen op zijn huidige locatie in Utrecht
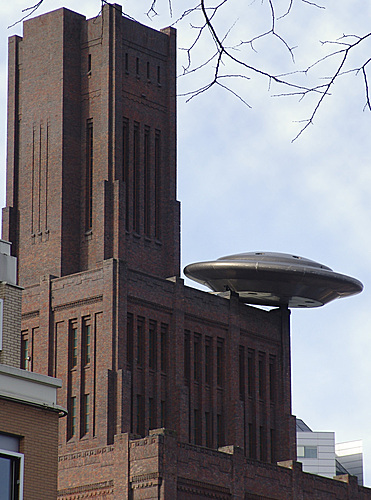
Zover van Marc Ruygrok

## Kunstwerken
Hieronder volgt de complete lijst van kunstwerken voorgesteld voor het evenement.
| Kunstenaar                    | Werk                               | Omschrijving | Status          |
| ----------------------------- | ---------------------------------- | --- | --------------- |
| Dennis Adams                  | Bunnik Side                        | 99 stadionzitjes van fel fluorescerend plastic, her en der in straten en op daken geplaatst | Uitgevoerd      |
| Atelier Van Lieshout          | A.V.L.                             | Een mini-vrijstaat op de daken rond de Domtoren | Niet uitgevoerd |
| Otto Berchem                  | The Glass Ceiling                  | Het dak van een woning vervangen door glas | Uitgevoerd      |
| Cai Guo-Qiang                 | Making the Last Supper             | Op 4 juni 1999 uit tweeduizend Utrechtse schoorstenen groene rookpluimen op laten komen. Werd nogmaals uitgevoerd op 31 december van dat jaar.                                                                     | Uitgevoerd      |
| Chen Zen                      | Out of House, Beyond the World     | Twee holle spiegels met een doorsnede van 10 meter rondom de Dom plaatsen, waardoor er vanaf de Domtoren uitzicht is op de hemel wanneer men naar beneden kijkt.                                                   | Niet uitgevoerd |
| Tom Claassen                  | Zonder titel                       | Een reuzegrote mus, geplaatst op het dak van de muziekschool. Later naar de zijingang van het Mesos Medisch Centrum verplaatst.                                                                                    | Uitgevoerd      |
| Karin van Dam                 | Quartier du Vent                   | Installatie op het dak van de Buurkerk | Uitgevoerd      |
| Moritz Ebinger                | Make My Day                        | Een pinautomaat op 100 meter hoogte bij de Domtoren waar het gepinde geld 20 meter lager uit wordt gegeven | Niet uitgevoerd |
| Olafur Eliasson               | Your double Sunset                 | Verlichte metalen schijf met diameter van 32 meter op silo Douwe Egbertsfabriek | Uitgevoerd      |
| Douglas Gordon                | Geen titel                         | Het overtreden van de wet door voorwerpen van de Domtoren af te werpen | Niet uitgevoerd |
| Huang Yong Ping               | Two Towers                         | Een 6m hoge pagode als tegenhanger voor de Domtoren | Niet uitgevoerd |
| Carsten Höller                | Pigeon Flight                      | Vier duiven met een videocamera en een zendertje vliegen Utrecht rond, hun beelden worden op schermen bij de Domtoren geprojecteerd                                                                                | Uitgevoerd      |
| Hans van Houwelingen          | Allemachtig                        | Drie concerten met het carillon van de Domtoren, ondersteund door gongs, de menselijke stem, een elektrische gitaar, synthesizers en computereffecten                                                              | Niet uitgevoerd |
| Thomas Huber                  | Gerrit                             | Een verrekijker op de Domtoren, waarmee een oranje rubberen man te bespioneren valt | Niet uitgevoerd |
| Pierre Huyghe                 | Walker-on / Stand-in               | Het filmen van een doodgewone dag in Utrecht, om vervolgens de opname met acteurs na te spelen | Niet uitgevoerd |
| Theo Jansen                   | Urbani                             | Door de wind voortbewogen dakdieren, een voorloper van het Strandbeest | Uitgevoerd      |
| Ann Veronica Janssens         | Garde-Fou                          | Korte zinnen in de reling van de Domtoren gegrift om het licht rondom de Dom te onderzoeken | Uitgevoerd      |
| Ilya Kabakov                  | The Illuminated Window             | Op 40m hoogte bij de Domtoren een verrekijker installeren om te kijken naar een tafereel met engelen aan een avondmaal                                                                                             | Niet uitgevoerd |
| Ram Katzir                    | Neck exercise                      | Het woord Vertigo op de Lange Nieuwstraat schrijven. Om het woord in zijn geheel te kunnen lezen zou een toeschouwer zijn nek uit moeten steken vanaf de balustrade van de Domtoren                                | Niet uitgevoerd |
| Job Koelewijn                 | Detail                             | Een enorm vergrootglas te plaatsen boven een plein of straat, waardoor men vanaf de Domtoren de straat vergroot kan zien                                                                                           | Niet uitgevoerd |
| Krijn de Koning               | Beelden voor Panorama 2000         | Een 40m hoge houten vloer op een soort sokkel die naast de Domtoren wordt geplaatst | Niet uitgevoerd |
| John Körmeling                | Mobile Fun                         | Reuzenrad waar men met de auto in kon rijden | Uitgevoerd      |
| Bjarne Melgaard               | Monument for Ray Johnson           | Een monument voor de Amerikaanse kunstenaar Ray Johson, oprichter van de Fluxus-groep | Niet uitgevoerd |
| Aernout Mik                   | Two Men Floating                   | Een 15m hoge luchtballon in de vorm van twee mannen | Uitgevoerd      |
| Matt Mullican                 | Geen titel                         | Een rij dansende lichten op de horizon gezien vanaf de Domtoren | Niet uitgevoerd |
| Julian Opie                   | The Castle                         | Stadskasteel Oudaen ingepakt | Uitgevoerd      |
| Jean Michel Othoniel          | The Taste of the View              | Vier bijenkorven worden ter hoogte van de klokkentoren van de Domtoren gehangen, waarna er vier grote glazen sculpturen door de binnenstad van Utrecht worden opgehangen                                           | Niet uitgevoerd |
| Jan van de Pavert             | Dak bank t.v.                      | Een modernistisch huisje op een dak waarop een televisie dag en nacht aanstaat | Uitgevoerd      |
| Vong Phaophanit               | Geen titel                         | Zes kleine vliegtuigjes met gekleurde rook om de Domtoren laten vliegen, op de route van de horizon | Niet uitgevoerd |
| Hermann Pitz                  | Geen titel                         | Op een dak ten noorden van de Domtoren een ronde spiegel opstellen die de baan van de zon volgt, waardoor de balkons van de Domtoren tussen zonsopgang en zonsondergang permanent bezond zijn.                     | Niet uitgevoerd |
| Paul Ramirez Jonas            | A Better Yesterday                 | De binnenstad van Utrecht als een klok zien met de Domtoren als middelpunt, met op bepaalde plekken cijfers van de uren die oplichten                                                                              | Uitgevoerd      |
| Marc Ruygrok                  | Zover                              | UFO-vormige sculptuur op gebouw De Inktpot | Uitgevoerd      |
| Sarkis                        | Le Cri XX                          | Een variant op het schilderij De Schreeuw van Edvard Munch uitgevoerd in gekleurd glas | Uitgevoerd      |
| Sarkis                        | One Hundred Thousand Bells         | Iedere bezoeker van Panorama 2000 krijgt een belletje aan een koord mee, waardoor de binnenstad van Utrecht één groot carillon wordt                                                                               | Uitgevoerd      |
| Remko Scha en Arthur Elsenaar | Radio DOM                          | Automatische radiozender vanuit 80 meter hoogte op de Domtoren | Uitgevoerd      |
| Wim T. Schippers              | Negatieve Bijdrage                 | Een 112m diep gat graven naast de Domtoren, zodat de Domtoren er precies omgekeerd in past | Niet uitgevoerd |
| Han Schuil                    | Zonder Titel                       | Een roestvrijstalen dak, geplaatst over een bestaand dak | Uitgevoerd      |
| Roman Signer                  | Rote Kabine                        | Een rode kist op het dak van de bibliotheek aan de Oudegracht, waar binnen een microfoon staat. Als op de Domtoren iemand op een knop drukt kunnen de twee personen met elkaar communiceren, zonder elkaar te zien | Uitgevoerd      |
| Marlène Staals                | Zonder Titel                       | Een vegetatiekleed over het dak van de Muziekfaculteit van de Hogeschool voor de Kunsten Utrecht | Niet uitgevoerd |
| Felice Varini                 | Trois Panoramas pour Panorama 2000 | Drie foto's vanaf de Domtoren genomen worden op banners op de daken gezet. Vanaf de Domtoren is er geen verschil te zien, vanaf de grond zijn de banners duidelijk zichtbaar                                       | Uitgevoerd      |
| Roy Villevoye                 | Gate                               | Grote foto van een Asmat-man met een schild op het schip van de Domkerk | Uitgevoerd      |
| Luuk Wilmering                | Go Back !                          | Billboard op de gevel van de Winkel van Sinkel | Uitgevoerd      |
| Dan Wolgers                   | Geen titel                         | Het camoufleren van het Centraal Museum met een camouflagenet | Niet uitgevoerd |